# Rally Sierra Morena de 2025
El Rally Sierra Morena de 2025, oficialmente 42.º Rally Sierra Morena - Córdoba Patrimonio de la Humanidad, fue la cuadragésimo segunda edición y la primera ronda de la temporada 2025 del Campeonato de Europa de Rally. Se celebró del 4 al 6 de abril y contó con un itinerario de trece tramos sobre asfalto que sumaron un total de 209,96 km cronometrados.
El ganador de la prueba fue el búlgaro Nikolay Gryazin quien consiguió su quinta victoria en el ERC. Gryazin copilotado por Konstantin Aleksandrov ha impuesto su ritmo con el Škoda Fabia RS Rally2 desde el primer tramo y consiguió estrenar el palmarés europeo de la cita cordobesa con un amplio margen, habiéndose llevado además siete scratch de los trece posibles. El francés Yoann Bonato fue el único que pudo hacerle frente a Gryazin, pero fue incapaz de seguir el ritmo del ruso en el domingo y se tuvo que conformar con la segunda posición. La tercera plaza del podio, a un minuto y 24 segundos, se la han llevado José Antonio Suárez y Alberto Iglesias Pin quien además se llevó la victoria en el Súper Campeonato de España de Rally.
En las categorías inferiores, el francés Tristan Charpentier se impuso en el ERC 3, consiguiendo su primera victoria en la categoría por delante de los polacos Adrian Rzeźnik y Tymoteusz Abramowski. En el ERC4 y en ERC Junior, el local Sergi Pérez Jr. logró su primera victoria en ambas categorías, el sueco, Calle Carlberg terminó en la segunda posición a solo 3.4 segundos de Pérez. El tercer escalón del podio fue para el estonio Jaspar Vaher.

## Lista de inscritos
| Num.                     | Piloto                 | Copiloto                 | Automóvil              | Equipo                                   |
| ------------------------ | ---------------------- | ------------------------ | ---------------------- | ---------------------------------------- |
| 1                        | Efrén Llarena          | Sara Fernández           | Citroën C3 Rally2      | Efrén Llarena                            |
| 2                        | Mikołaj Marczyk        | Szymon Gospodarczyk      | Škoda Fabia RS Rally2  | Mikołaj Marczyk                          |
| 3                        | Andrea Mabellini       | Virginia Lenzi           | Škoda Fabia RS Rally2  | Andrea Mabellini                         |
| 4                        | Jon Armstrong          | Shane Byrne              | Ford Fiesta Rally2     | M-Sport Ford WRT                         |
| 5                        | Simone Tempestini      | Sergiu Itu               | Škoda Fabia RS Rally2  | Team MRF Tyres                           |
| 6                        | Mads Østberg           | Torstein Eriksen         | Citroën C3 Rally2      | TRT Rally Team                           |
| 7                        | Yoann Bonato           | Benjamin Boulloud        | Citroën C3 Rally2      | Yoann Bonato                             |
| 8                        | Simon Wagner           | Hanna Ostlender          | Hyundai i20 N Rally2   | Kowax DST Racing                         |
| 9                        | Dominik Stříteský      | Igor Bacigál             | Škoda Fabia RS Rally2  | Auto Podbabská Škoda PSG ACCR Team       |
| 10                       | Robert Virves          | Jakko Viilo              | Škoda Fabia RS Rally2  | Robert Virves                            |
| 11                       | Nikolay Gryazin        | Konstantin Aleksandrov   | Škoda Fabia RS Rally2  | J2X Rally Team                           |
| 12                       | José Antonio Suárez    | Alberto Iglesias Pin     | Škoda Fabia RS Rally2  | Recalvi Team                             |
| 14                       | Jakub Matulka          | Damian Syty              | Škoda Fabia RS Rally2  | Jakub Matulka                            |
| 15                       | Martin László          | Viktor Bán               | Škoda Fabia RS Rally2  | Topp-Cars Rally Team                     |
| 16                       | Philip Allen           | Craig Drew               | Škoda Fabia RS Rally2  | Philip Allen                             |
| 17                       | Mille Johansson        | Johan Grönvall           | Škoda Fabia Rally2 evo | Mille Johansson                          |
| 18                       | Jarosław Kołtun        | Ireneusz Pleskot         | Škoda Fabia RS Rally2  | J2X Rally Team                           |
| 19                       | Stéphane Lefebvre      | Andy Malfoy              | Hyundai i20 N Rally2   | Team MRF Tyres                           |
| 20                       | Pepe López             | David Vázquez            | Hyundai i20 N Rally2   | Hyundai Motor España                     |
| 21                       | James Williams         | Ross Whittock            | Hyundai i20 N Rally2   | Team MRF Tyres                           |
| 23                       | Jos Verstappen         | Renaud Jamoul            | Škoda Fabia RS Rally2  | Jos Verstappen                           |
| 24                       | András Hadik           | István Juhász            | Ford Fiesta Rally2     | B-A Promotion Kft.                       |
| 25                       | Unai de La Dehesa      | Daniel Sosa Ojeda        | Citroën C3 Rally2      | Citroën Rally Team                       |
| 26                       | Roberto Blach Jr.      | Mauro Barreiro           | Škoda Fabia RS Rally2  | Roberto Blach Jr.                        |
| 27                       | Norbert Herczig        | Ramón Ferencz            | Toyota GR Yaris Rally2 | Proformance Service Kft Team Staff House |
| 28                       | Martin Vlček           | Jakub Kunst              | Hyundai i20 N Rally2   | Kowax DST Racing                         |
| 29                       | Dariusz Biedrzyński    | Rafał Fiołek             | Hyundai i20 N Rally2   | Kowax DST Racing                         |
| 30                       | Daniel Alonso Villarón | Rubén Arboleya Gutiérrez | Ford Fiesta Rally2     | Past Racing                              |
| 31                       | Igor Widłak            | Daniel Dymurski          | Ford Fiesta Rally3     | Grupa PGS RT                             |
| 32                       | Martin Ravenščak       | Dora Ravenščak           | Ford Fiesta Rally3     | IK Sport Racing                          |
| 33                       | Hubert Kowalczyk       | Jarosław Hryniuk         | Renault Clio Rally3    | Hubert Kowalczyk                         |
| 34                       | Tristan Charpentier    | Florian Barral           | Ford Fiesta Rally3     | Tristan Charpentier                      |
| 35                       | Aleksandar Tomov       | Dimitar Spasov           | Renault Clio Rally3    | Aleksandar Tomov                         |
| 36                       | Adrian Rzeźnik         | Kamil Kozdroń            | Ford Fiesta Rally3     | Adrian Rzeźnik                           |
| 37                       | Błażej Gazda           | Michał Jurgała           | Renault Clio Rally3    | Błażej Gazda                             |
| 38                       | Tymoteusz Abramowski   | Jakub Wróbel             | Ford Fiesta Rally3     | Tymoteusz Abramowski                     |
| 39                       | Casey Jay Coleman      | Killian McArdle          | Ford Fiesta Rally3     | Casey Jay Coleman                        |
| 41                       | Sebastian Butyński     | Łukasz Jastrzębski       | Renault Clio Rally3    | Sebastian Butyński                       |
| Fuente: ewrc-results.com |                        |                          |                        |                                          |

## Itinerario
| Día                     | Tramo | Nombre                               | Distancia | Ganador de la etapa | Automóvil             | Tiempo  | Líder de la general |
| ----------------------- | ----- | ------------------------------------ | --------- | ------------------- | --------------------- | ------- | ------------------- |
| Día 1 (4 de abril)      | -     | Shakedown                            | 6.16 km   | Nikolay Gryazin     | Škoda Fabia RS Rally2 | 3:12.4  | -                   |
| Día 1 (4 de abril)      | SS1   | Córdoba                              | 1.50 km   | Nikolay Gryazin     | Škoda Fabia RS Rally2 | 1:39.4  | Nikolay Gryazin     |
| Día 2 (5 de abril)      | SS2   | Obejo 1                              | 6.70 km   | Jon Armstrong       | Ford Fiesta Rally2    | 4:16.1  | Nikolay Gryazin     |
| Día 2 (5 de abril)      | SS3   | Villanueva del Rey 1                 | 12.80 km  | Andrea Mabellini    | Škoda Fabia RS Rally2 | 6:21.4  | Nikolay Gryazin     |
| Día 2 (5 de abril)      | SS4   | Villaviciosa 1                       | 27.19 km  | Nikolay Gryazin     | Škoda Fabia RS Rally2 | 16:08.7 | Nikolay Gryazin     |
| Día 2 (5 de abril)      | SS5   | Obejo 2                              | 6.70 km   | Efrén Llarena       | Citroën C3 Rally2     | 4:09.5  | Nikolay Gryazin     |
| Día 2 (5 de abril)      | SS6   | Villanueva del Rey 2                 | 12.80 km  | Nikolay Gryazin     | Škoda Fabia RS Rally2 | 6:10.7  | Nikolay Gryazin     |
| Día 2 (5 de abril)      | SS7   | Villaviciosa 2                       | 27.19 km  | Nikolay Gryazin     | Škoda Fabia RS Rally2 | 16:01.1 | Nikolay Gryazin     |
| Día 3 (6 de abril)      | SS8   | Cerrobejuelas 1                      | 19.89 km  | Yoann Bonato        | Citroën C3 Rally2     | 12:02.1 | Nikolay Gryazin     |
| Día 3 (6 de abril)      | SS9   | Pozoblanco - Villaharta 1            | 25.22 km  | Nikolay Gryazin     | Škoda Fabia RS Rally2 | 14:33.3 | Nikolay Gryazin     |
| Día 3 (6 de abril)      | SS10  | Ermitas - Trassierra 1               | 12.43 km  | Nikolay Gryazin     | Škoda Fabia RS Rally2 | 6:45.0  | Nikolay Gryazin     |
| Día 3 (6 de abril)      | SS11  | Cerrobejuelas 2                      | 19.89 km  | Nikolay Gryazin     | Škoda Fabia RS Rally2 | 12:03.8 | Nikolay Gryazin     |
| Día 3 (6 de abril)      | SS12  | Pozoblanco - Villaharta 2            | 25.22 km  | Yoann Bonato        | Citroën C3 Rally2     | 14:36.0 | Nikolay Gryazin     |
| Día 3 (6 de abril)      | SS13  | Ermitas - Trassierra 2 (Power Stage) | 12.43 km  | Andrea Mabellini    | Škoda Fabia RS Rally2 | 6:46.5  | Nikolay Gryazin     |
| Fuente:ewrc-results.com |       |                                      |           |                     |                       |         |                     |

### Power stage
El power stage fue un tramo de 12,43 km. Se otorgaron puntos adicionales a los cinco más rápidos.
| Pos. | Piloto              | Copiloto               | Tiempo | Diferencia | Puntos |
| ---- | ------------------- | ---------------------- | ------ | ---------- | ------ |
| 1    | Andrea Mabellini    | Virginia Lenzi         | 6:46.5 | -          | 5      |
| 2    | Nikolay Gryazin     | Konstantin Aleksandrov | 6:46.9 | +0.4       | 4      |
| 3    | Mikołaj Marczyk     | Szymon Gospodarczyk    | 6:50.0 | +3.5       | 3      |
| 4    | Yoann Bonato        | Benjamin Boulloud      | 6:50.0 | +3.5       | 2      |
| 5    | José Antonio Suárez | Alberto Iglesias Pin   | 6:52.0 | +5.5       | 1      |

## Clasificación final
| Pos.                     | Piloto               | Copiloto               | Automóvil              | Tiempo    | Diferencia | Puntos  |
| General                  | General              | General                | General                | General   | General    | General |
| ------------------------ | -------------------- | ---------------------- | ---------------------- | --------- | ---------- | ------- |
| 1.                       | Nikolay Gryazin      | Konstantin Aleksandrov | Škoda Fabia RS Rally2  | 2:01:49.5 | 0.0        | 30      |
| 2.                       | Yoann Bonato         | Benjamin Boulloud      | Citroën C3 Rally2      | 2:02:35.5 | +46.0      | 24      |
| 3.                       | José Antonio Suárez  | Alberto Iglesias Pin   | Škoda Fabia RS Rally2  | 2:03:14.3 | +1:24.8    | 21      |
| 4.                       | Andrea Mabellini     | Virginia Lenzi         | Škoda Fabia RS Rally2  | 2:03:27.1 | +1:37.6    | 19      |
| 5.                       | Mikołaj Marczyk      | Szymon Gospodarczyk    | Škoda Fabia RS Rally2  | 2:03:51.7 | +2:02.2    | 17      |
| 6.                       | Javier Pardo Siota   | David de La Puente     | Škoda Fabia RS Rally2  | 2:03:54.3 | +2:04.8    | [ n 1 ] |
| 7.                       | Pepe López           | David Vázquez          | Hyundai i20 N Rally2   | 2:04:28.1 | +2:38.6    | 15      |
| 8.                       | Mille Johansson      | Johan Grönvall         | Škoda Fabia Rally2 evo | 2:04:40.6 | +2:51.1    | 13      |
| 9.                       | Mads Østberg         | Torstein Eriksen       | Citroën C3 Rally2      | 2:04:49.6 | +3:00.1    | 11      |
| 10.                      | Stéphane Lefebvre    | Andy Malfoy            | Hyundai i20 N Rally2   | 2:05:35.8 | +3:46.3    | 9       |
| 11.                      | Simon Wagner         | Hanna Ostlender        | Hyundai i20 N Rally2   | 2:05:39.8 | +3:50.3    | 7       |
| 12.                      | Álvaro Muñiz         | Ariday Bonilla         | Citroën C3 Rally2      | 2:05:40.1 | +3:50.6    | [ n 1 ] |
| 13.                      | Jakub Matulka        | Damian Syty            | Škoda Fabia RS Rally2  | 2:06:52.9 | +5:03.4    | 5       |
| 14.                      | Roberto Blach Jr.    | Mauro Barreiro         | Škoda Fabia RS Rally2  | 2:06:57.9 | +5:08.4    | 4       |
| 15.                      | Jos Verstappen       | Renaud Jamoul          | Škoda Fabia RS Rally2  | 2:07:15.3 | +5:25.8    | 3       |
| 16.                      | Unai de La Dehesa    | Daniel Sosa Ojeda      | Citroën C3 Rally2      | 2:08:48.8 | +6:59.3    | 2       |
| 17.                      | Gil Membrado         | Alejandro López        | Ford Fiesta Rally2     | 2:09:10.0 | +7:20.5    | [ n 1 ] |
| 18.                      | András Hadik         | István Juhász          | Ford Fiesta Rally2     | 2:09:46.5 | +7:57.0    | 1       |
| ERC3                     |                      |                        |                        |           |            |         |
| 1.                       | Tristan Charpentier  | Florian Barral         | Ford Fiesta Rally3     | 2:13:43.0 | 0.0        | 30      |
| 2.                       | Adrian Rzeźnik       | Kamil Kozdroń          | Ford Fiesta Rally3     | 2:14:10.8 | +27.8      | 24      |
| 3.                       | Tymoteusz Abramowski | Jakub Wróbel           | Ford Fiesta Rally3     | 2:14:33.4 | +50.4      | 21      |
| 4.                       | Martin Ravenščak     | Dora Ravenščak         | Ford Fiesta Rally3     | 2:17:58.8 | +4:15.8    | 19      |
| 5.                       | Igor Widłak          | Daniel Dymurski        | Ford Fiesta Rally3     | 2:18:26.3 | +4:43.3    | 17      |
| 6.                       | Hubert Kowalczyk     | Jarosław Hryniuk       | Renault Clio Rally3    | 2:18:46.4 | +5:03.4    | 15      |
| 7.                       | Sebastian Butyński   | Łukasz Jastrzębski     | Renault Clio Rally3    | 2:21:36.7 | +7:53.7    | 13      |
| 8.                       | Casey Jay Coleman    | Killian McArdle        | Ford Fiesta Rally3     | 2:22:38.7 | +8:55.7    | 11      |
| 9.                       | Błażej Gazda         | Michał Jurgała         | Renault Clio Rally3    | 2:24:02.0 | +10:19.0   | 9       |
| ERC4                     |                      |                        |                        |           |            |         |
| 1.                       | Sergi Pérez Jr.      | Axel Coronado          | Peugeot 208 Rally4     | 2:11:57.4 | 0.0        | 30      |
| 2.                       | Calle Carlberg       | Jørgen Eriksen         | Opel Corsa Rally4      | 2:12:00.8 | +3.4       | 24      |
| 3.                       | Jaspar Vaher         | Sander Pruul           | Peugeot 208 Rally4     | 2:12:54.3 | +56.9      | 21      |
| 4.                       | Craig Rahill         | Conor Smith            | Peugeot 208 Rally4     | 2:13:40.2 | +1:42.8    | 19      |
| 5.                       | Ioan Lloyd           | Sion Williams          | Peugeot 208 Rally4     | 2:14:17.0 | +2:19.6    | 17      |
| 6.                       | Tommaso Sandrin      | Andrea Dal Maso        | Peugeot 208 Rally4     | 2:14:21.7 | +2:24.3    | 15      |
| 7.                       | Matteo Doretto       | Andrea Budoia          | Peugeot 208 Rally4     | 2:15:06.5 | +3:09.1    | 13      |
| 8.                       | Luca Pröglhöf        | Christina Ettel        | Opel Corsa Rally4      | 2:15:16.2 | +3:18.8    | 11      |
| 9.                       | Hubert Laskowski     | Esther Gutiérrez       | Peugeot 208 Rally4     | 2:15:17.0 | +3:19.6    | 9       |
| 10.                      | Victor Hansen        | Ditte Kammersgaard     | Peugeot 208 Rally4     | 2:16:20.5 | +4:23.1    | 7       |
| 11.                      | Simon Andersson      | Jörgen Jönsson         | Renault Clio Rally4    | 2:16:43.0 | +4:45.6    | 5       |
| 12.                      | Maxim Decock         | Tom Buyse              | Opel Corsa Rally4      | 2:18:12.1 | +6:14.7    | 4       |
| 13.                      | Keelan Grogan        | Ayrton Sherlock        | Peugeot 208 Rally4     | 2:18:33.1 | +6:35.7    | 3       |
| 14.                      | Mark-Egert Tiits     | Rainis Raidma          | Ford Fiesta Rally4     | 2:26:09.5 | +14:12.1   | 2       |
| 15.                      | Aoife Raftery        | Hannah McKillop        | Peugeot 208 Rally4     | 2:26:47.6 | +14:50.2   | 1       |
| Junior ERC               |                      |                        |                        |           |            |         |
| 1.                       | Sergi Pérez Jr.      | Axel Coronado          | Peugeot 208 Rally4     | 2:11:57.4 | 0.0        | 30      |
| 2.                       | Calle Carlberg       | Jørgen Eriksen         | Opel Corsa Rally4      | 2:12:00.8 | +3.4       | 24      |
| 3.                       | Jaspar Vaher         | Sander Pruul           | Peugeot 208 Rally4     | 2:12:54.3 | +56.9      | 21      |
| 4.                       | Craig Rahill         | Conor Smith            | Peugeot 208 Rally4     | 2:13:40.2 | +1:42.8    | 19      |
| 5.                       | Ioan Lloyd           | Sion Williams          | Peugeot 208 Rally4     | 2:14:17.0 | +2:19.6    | 17      |
| 6.                       | Tommaso Sandrin      | Andrea Dal Maso        | Peugeot 208 Rally4     | 2:14:21.7 | +2:24.3    | 15      |
| 7.                       | Matteo Doretto       | Andrea Budoia          | Peugeot 208 Rally4     | 2:15:06.5 | +3:09.1    | 13      |
| 8.                       | Luca Pröglhöf        | Christina Ettel        | Opel Corsa Rally4      | 2:15:16.2 | +3:18.8    | 11      |
| 9.                       | Hubert Laskowski     | Esther Gutiérrez       | Peugeot 208 Rally4     | 2:15:17.0 | +3:19.6    | 9       |
| 10.                      | Victor Hansen        | Ditte Kammersgaard     | Peugeot 208 Rally4     | 2:16:20.5 | +4:23.1    | 7       |
| 11.                      | Simon Andersson      | Jörgen Jönsson         | Renault Clio Rally4    | 2:16:43.0 | +4:45.6    | 5       |
| 12.                      | Maxim Decock         | Tom Buyse              | Opel Corsa Rally4      | 2:18:12.1 | +6:14.7    | 4       |
| 13.                      | Keelan Grogan        | Ayrton Sherlock        | Peugeot 208 Rally4     | 2:18:33.1 | +6:35.7    | 3       |
| 14.                      | Mark-Egert Tiits     | Rainis Raidma          | Ford Fiesta Rally4     | 2:26:09.5 | +14:12.1   | 2       |
| 15.                      | Aoife Raftery        | Hannah McKillop        | Peugeot 208 Rally4     | 2:26:47.6 | +14:50.2   | 1       |
| Fuente: ewrc-results.com |                      |                        |                        |           |            |         |